# Linguistic Bibliography
Linguistic Bibliography (literal, Bibliografía Lingüística, sigla LB ) es una publicación anual de lingüística teórica, en inglés y francés, que desde 1949 proporciona descripciones bibliográficas completas de los aproximadamente 20.000 nuevos títulos publicados en este campo cada año. La consulta está reservada a usuarios e instituciones suscritos. El editor es Brill.

## Descripción
Linguistic Bibliography proporciona títulos relacionados con todas las disciplinas de la lingüística teórica, tanto general como específica de cada lengua, de todas las áreas geográficas, con énfasis en la lengua protoindoeuropea, las lenguas indoeuropeas y las no indoeuropeas. 
Linguistic Bibliography y su equivalente francés Bibliographie Linguistique, son publicadas por Brill (Leiden, Países Bajos) bajo los auspicios del International Council for Philosophy and Humanistic Studies y la autoridad del Comité Internacional Permanente de Lingüística (CIPL). 
Desde 2002 también está activo Linguistic Bibliography Online, un índice bibliográfico que contiene descripciones de títulos publicados después de 1993.